# Gongbei (lieu saint)

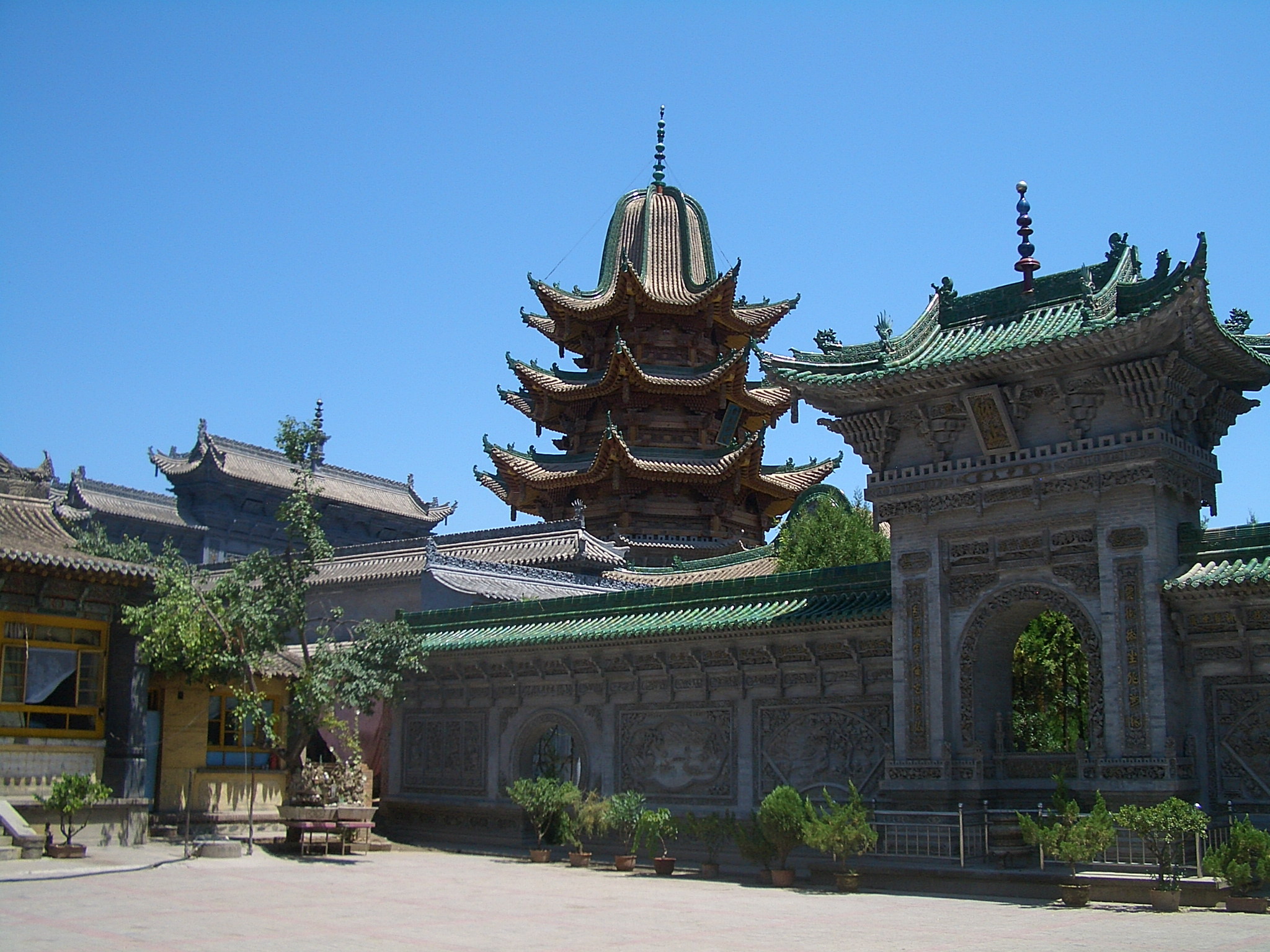
Gongbei deu Yu Baba à Linxia, province du Gansu

Un Gongbei (chinois : 拱北 ; pinyin : gǒngběi ; de l'arabe : قُبّة (qubba) et du persan : گنبد (gonbad), signifiant « dome », « coupole »), est un lieu saint de l'islam, chez les musulmans Hui de Chine.